# Petr Klimpl
Petr Klimpl (* 11. prosince 1954 Pardubice) známý pod přezdívkou Béďa, je český pravicový politik, zastupitel města Pardubic, ředitel Úřadu práce v Pardubicích, bývalý předseda OK Lokomotivy Pardubice a místopředseda Českého svazu orientačních sportů.

## Život
Narodil se 11. prosince 1954 v Pardubicích. Vystudoval Vysokou školu dopravy a spojov v Žiline. V letech 1979 až 1987 působil jako ekonom pardubické ČSAD, poté byl tři roky výzkumným pracovníkem na Výzkumném ústavu technicko-ekonomického chemického průmyslu. V roce 1990 nastoupil jako ekonom na pardubický Úřad práce, kde se později stal také ředitelem krajské pobočky. V roce 2002 kandidoval ve volbách do zastupitelstev obcí na kandidátce ODS do Zastupitelstva města Pardubic na 16. místě, ODS v těchto volbách zvítězila, Petr Klimpl byl zvolen. V roce 2006 kandidoval ve volbách do zastupitelstev obcí na kandidátce ODS na 13. místě, ODS v těchto volbách zvítězila, Petr Klimpl získal 10 071 hlasů a byl zvolen. Poté opětovně kandidoval v komunálních volbách v roce 2010, tentokrát z 8. místa, opět získal vysoký počet preferenčních hlasů a byl zvolen, nicméně ODS v těchto volbách skončila až na třetím místě. V roce 2014 už jako zkušený komunální politik kandidoval na druhém místě kandidátky ODS, byl zvolen jako kandidát s nejvyšším počtem preferenčních hlasů a potřetí tak obhájil svůj mandát. ODS však v těchto volbách i pod vlivem celostátních kauz vlády Petra Nečase neuspěla a obsadila až čtvrté místo, Petr Klimpl se nicméně stal jedním z lídrů pardubické opozice. Svůj mandát obhajoval také v roce 2018, kdy kandidoval opět z druhého místa (kandidátem na primátora byl jeho orienťácký kolega Karel Haas). ODS se ve volbách stejně jako ve zbytku republiky dařilo, Petr Klimpl byl opět zvolen zastupitelem, ODS ale skončila v opozici, když byl primátorem Pardubic zvolen Martin Charvát z hnutí ANO. Petr Klimpl se stal členem Finančního výboru zastupitelstva. Petr Klimpl je ženatý a má dvě dcery, všichni se aktivně věnují orientačnímu běhu. Jeho starší dcera Lenka je předsedkyní Komise mládeže a rozvoje IOF, mladší dcera Zuzana vede Tréninkové středisko mládeže pro Pardubicko a Vysočinu.

## Sportovní kariéra
Petr Klimpl je dlouholetým předsedou českého klubu OK Lokomotiva Pardubice, kde zastává i pozici trenéra mladšího žactva. V letech 2002 až 2004 byl předsedou Českého svazu orientačního běhu, po částečném rozdělení svazu na jednotlivé sekce se stal Petr Klimpl předsedou Sekce orientačního běhu a ve funkci předsedy svazu ho vystřídal Radan Kamenický. V letech 2005 až 2024 byl Petr Klimpl zároveň místopředsedou svazu, a to i po jeho transformaci z Českého svazu orientačního běhu na Český svaz orientačních sportů. V rámci Sekce OB je Petr Klimpl nejen předsedou, ale také vede Soutěžní komisi a je členem Komise talentované mládeže.